# Begravelsen (film fra 1998)
 For alternative betydninger, se Begravelsen. (Se også artikler, som begynder med Begravelsen)
Begravelsen er en dansk kortfilm fra 1998 instrueret af Eskil Thylstrup efter eget manuskript.

## Handling
Efter et biluheld begraves en kvinde, i kirken sidder en ung mand og samtaler med hendes ånd. Han mener at være årsagen til hendes død, og plages af skyldfølelse, dog var ulykkens hændelsesforløb ikke som han tror. En kortfilm fortalt i en poetisk og humoristisk tone.

## Medvirkende
- Anders W. Berthelsen